# 보아보무
보아보무（BABM)이란 일본의 철학자 오카모토 후이시키(岡本普意識)가 고안해낸 국제보조어이다. 1962년 출판된 책에 의하여 알려졌으나, 특별한 지지 커뮤니티는 얻지 못했다. 로마자를 음절 문자로 변용하여 쓴다.

## 문자 및 발음
로마자와 아라비아 숫자를 주로 사용한다.
로마자는 알파벳이 아닌 음절 문자로서 읽는 법은 다음과 같다.
| a 아: | b 보 | c 코 | d 데  | e 에: |
| f 후  | g 가 | h 하 | i 이: | j 지  |
| k 케  | l 레 | m 무 | n 나  | o 오: |
| p 페: | q 쿠 | r 라 | s 세  | t 토  |
| u 우: | v 비 | w 와 | x 키  | y 유  |
| z 조  |      |      |       |       |

모음은 장음자(長音字)라고 하여 모두 길게 발음하고, 자음은 단음자(短音字)라고 하여 짧게 발음한다.

예：Babm 보아:보무

## 어휘구성
어휘를 기존언어에서 빌려오지 않고 독자적인 분류체계에 의하여 구성하며, 예외가 있지만 도서분류법과 같은 체계를 갖추고 있다.
- 생물(B)
  - 동물에 관한 명사 bm、bn)
    - bmom 코끼리
    - bemd 참새（새-부류는 별도로 있지만 이것만 예외적으로 여기에 속해 있음）

이러한 어휘구성법은 17~18세기 유럽의 인공언어 커뮤니티에서 주류였던 철학적 언어의 방법으로 합리적으로 분류된 단어를 사용함으로써 인간사고의 명료화를 꾀한다는 철학적 의도가 담겨 있다. 오카모토 후이시키의 직업이 철학자이므로, 철학자로서 그가 만든 인공어가 이런 유럽 사조의 영향을 받는 것은 자연스러운 일이었다.
이러한 어휘조직법은 나중에 도서분류체계의 발달에 영향을 미치기도 하였다. 반면에 실제 입말로 쓰기에는 몇 가지 문제점이 있었다. 체계적인 어휘구성은 과학적일지는 몰라도 말할 때는 비슷한 발음의 낱말을 너무 많이 만들어내게 되므로, 이것이 도리어 걸림돌로 작용했다. 또한 과학의 진보에 따라 그 전까지 진리에 가까운 명제로 여겨졌던 것들이 계속 수정되어 갔기 때문에 어휘체계가 반드시 자연과학적 사실에 근거하여 짜여졌다고 확신할 수 없었다. 그리고 무엇보다 기존 자연언어와 어떤 연결고리도 없는 단어들을 외우는 것은 기억력에 상당한 부담을 주었다. 이 때문에 19세기 이후 인공언어의 주류는 볼라퓌크나 에스페란토같은 이미 있는 자연어에서 익숙한 어휘를 빌려와 규칙적으로 재구성하는 타입이 주류를 이루게 되었다.

#### 부정
삽입사(첫 번째 장음자 앞에 붙임) -u-로 ~이 아니다(不), 접미사 -cq으로 ~이 없다, 접미사 -iq로 ~이 아니다(非)라는 뜻을 나타냈다.
- babm 세계어
  - buabm 부세계어(不世界語)
  - babmcq 무세계어(無世界語)
  - babmiq 비세계어(非世界語)

#### 복수 접미사 -a
복수 접미사 -a를 붙여 복수형을 만든다.
- bcet 사람　bceta 사람들